# 长吉图国家科技成果转移转化示范区
长吉图国家科技成果转移转化示范区位于中国吉林省的长春市、吉林市和延边州三地高新技术产业开发区“三点一轴”模式运作。实际依托长春新区管理委员会运作。

## 历史
2017年9月，中华人民共和国国务院提出支持有条件的地区建设国家科技成果转移转化示范区，重点在完善科技成果转化服务体系、建设科技成果产业化载体、推进政策先行先试等方面开展工作，打造地方创新驱动发展的新引擎。中华人民共和国科技部设立“成果转化与区域创新司”。吉林省以长春新区为核心载体，以吉林高新技术产业开发区、延吉高新技术产业开发区为科技成果转化承载轴，提出方案。。2018年5月10日，中华人民共和国科技部印发《科技部关于支持吉林省建设长吉图国家科技成果转移转化示范区的函》（国科函创〔2018〕24号），该示范区正式获批。是全国第七个国家级科技成果转移转化示范区。科技部对吉林省建设长吉图国家科技成果转移转化示范区提出具体要求：
1. 要促进科技成果转移转化各项政策落实到位，把科技成果更有效更快速地转化为现实生产力；
2. 完善和健全科技技术转移体系，培养更多适应市场要求的复合型从事技术转移转化人才；
3. 在建立支持科技成果转移转化多元化投入机制上加强探索，通过示范区建设，把吉林省特别是长春市科研教育方面的优势，真正转化成产业优势、市场优势和竞争优势。

与此配套的东北首家知识产权法庭落户长春。2018年12月26日上午长春市中级人民法院知识产权法庭正式挂牌成立，是东北三省首家知识产权法庭。示范区在东北率先启动“人才管理改革试验区”建设，获评“吉林省人才特区”，实施8批次“长白慧谷”英才计划，引进131名海内外高端人才；获公安部批准实施7项外籍人才出入境优惠政策。